# Піманкін Юрій Тимофійович
Юрій Тимофійович Піманкін (26 січня 1929, Тихорєцьк — дата смерті невідома) — український художник декоративно-ужиткового мистецтва; член Харківської організації Спілки радянських художників України з 1964 року.

## Біографія
Народився 26 січня 1929 року в місті Тихорєцьку (нині Краснодарський край, Росія). Протягом 1945—1949 років навчався в Ростовському художньому училищі. З 1954 року працював на Будянському фаянсовому заводі. У 1955—1960 роках продовжив здобувати мистецьку освіту в Миргородському керамічному технікумі (викладачі Т. Мірошниченко, Леонід Статкевич, Володимир Богданов). У 1961—1967 роках навчався в Українському заочному політехнічному інституті за фахом інженер-технолог керамічної промисловості. Був членом КПРС.
Мешкав у селищі Будах у будинку на вулиці Дачній, № 10, квартира № 11.

## Творчість
Працював у галузі декоративного мистецтва (порцеляна, кераміка). Розписував столові та кофейні сервізи, куманці, вази, українські сувеніри тощо.
Брав участь у республіканських виставках з 1960 року, всесоюзних — з 1961 року, зарубіжних — з 1958 року.